# Therese Krupp
Therese Krupp (ur. 28 sierpnia 1790 w Essen, zm. 3 sierpnia 1850 tamże) – niemiecka przedsiębiorczyni i matriarchini rodu Krupp. 

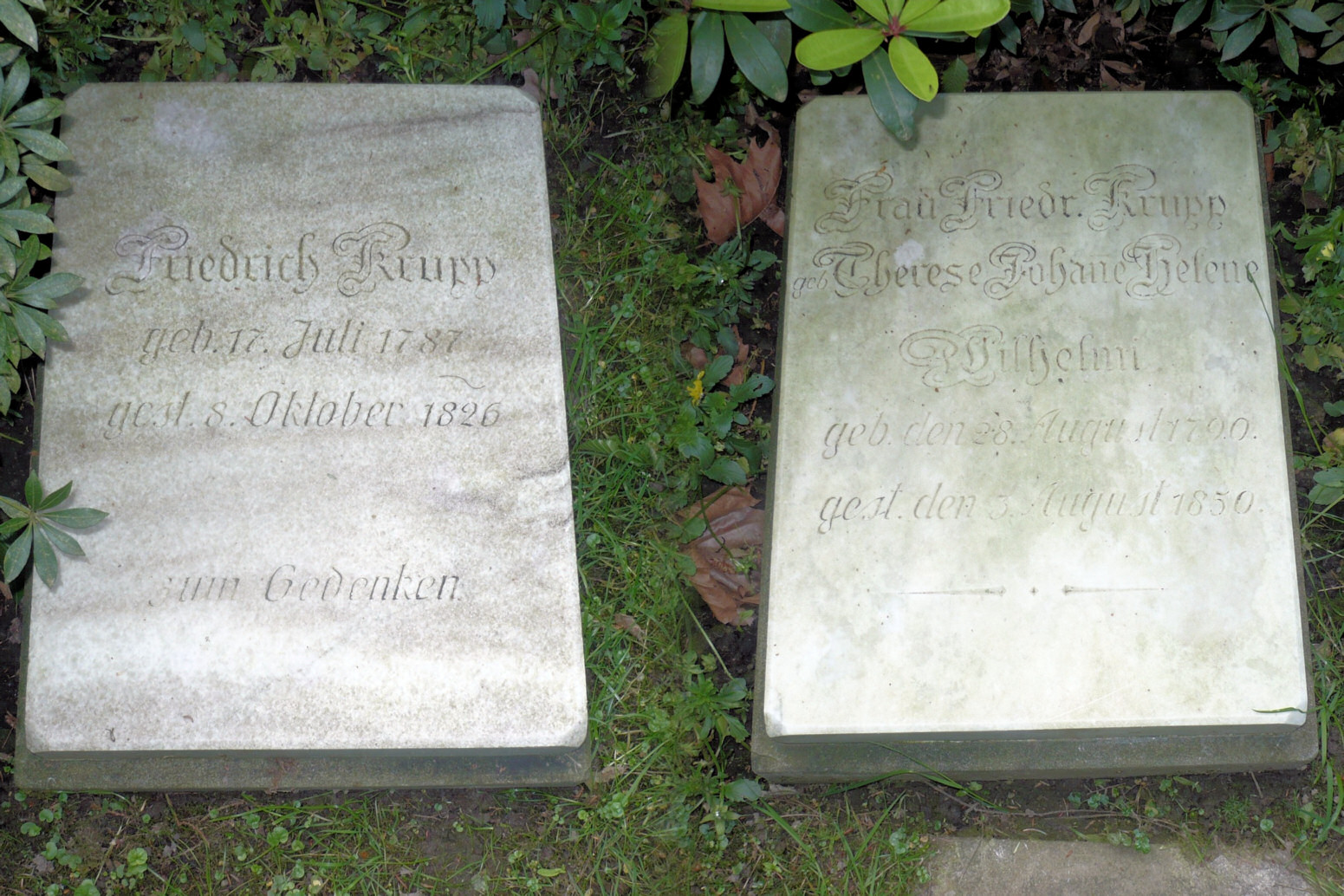
Nagrobki Friedricha Kruppa i jego żony Therese na cmentarzu Bredeney

Urodziła się jako córka Johanna Christiana Theodora Wilhelmi i Wilhelminy Christiny von der Marck. W 1808 roku poślubiła Friedricha Carla Kruppa, założyciela fabryki stali w Essen.
Friedrich Krupp eksperymentował z produkcją stali od 1807 roku. Fabryka została założona w 1811 roku, początkowo specjalizowała się w produkcji stali tyglowej wysokiej jakości, używanej do narzędzi, stempli menniczych i surowych walców. Krupp zmagał się z brakiem kapitału i długami.
Po śmierci męża w 1826 roku, Johanna przejęła zarządzanie firmą, która wówczas znajdowała się na skraju bankructwa. Razem z synem Alfredem i szwagierką Helene von Müller, zreformowała firmę pod nazwą Firma Wittwe, Friedr. Krupp. Alfred zajmował się produkcją, klientami i zdobywaniem doświadczenia, a Therese pozostała właścicielką do 1848 roku. Determinacja i umiejętność zarządzania Therese były kluczowe dla przetrwania firmy, która później stała się jednym z największych koncernów przemysłowych w Niemczech.
Po śmierci matki kluczową rolę w dalszym rozwoju firmy odegrał Alfred Krupp. Początkowo pracował z matką, a następnie, po przejęciu firmy, doprowadził ją do sukcesu, choć po latach umniejszał zasługi matki w ocaleniu firmy.